# Route du Sud 2014
La Route du Sud 2014, trentottesima edizione della corsa, si svolse dal 20 al 22 giugno su un percorso di 530 km ripartiti in 3 tappe, con partenza da Lectoure e arrivo a Castres. Fu vinta dall'irlandese Nicolas Roche della Tinkoff-Saxo davanti allo spagnolo Alejandro Valverde e all'australiano Michael Rogers.

## Tappe
| Tappa  | Data      | Percorso                         | km    | Vincitore di tappa  | Leader cl. generale |
| ------ | --------- | -------------------------------- | ----- | ------------------- | ------------------- |
| 1ª     | 20 giugno | Lectoure > Payolle-en-Campan     | 171,7 | Jesus Herrada Lopez | Jesus Herrada Lopez |
| 2ª     | 21 giugno | Bagnères-de-Bigorre > Val Louron | 178,6 | Nicolas Roche       | Nicolas Roche       |
| 3ª     | 22 giugno | Saint-Gaudens > Castres          | 179,4 | Adriano Malori      | Nicolas Roche       |
| Totale | Totale    | Totale                           | 530   |                     |                     |

## Dettagli delle tappe

### 1ª tappa
- 20 giugno: Lectoure > Payolle-en-Campan – 171,7 km

| Pos. | Corridore           | Squadra  | Tempo    |
| ---- | ------------------- | -------- | -------- |
| 1    | Jesus Herrada Lopez | Movistar | 4h22'07" |
| 2    | Alejandro Valverde  | Movistar | a 6"     |
| 3    | Nacer Bouhanni      | FDJ      | s.t.     |

| Pos. | Corridore           | Squadra  | Tempo    |
| ---- | ------------------- | -------- | -------- |
| 1    | Jesus Herrada Lopez | Movistar | 4h21'57" |
| 2    | Alejandro Valverde  | Movistar | a 10"    |
| 3    | Nacer Bouhanni      | FDJ      | a 12"    |

### 2ª tappa
- 21 giugno: Bagnères-de-Bigorre > Val Louron – 178,6 km

| Pos. | Corridore          | Squadra      | Tempo    |
| ---- | ------------------ | ------------ | -------- |
| 1    | Nicolas Roche      | Tinkoff-Saxo | 5h17'04" |
| 2    | Michael Rogers     | Tinkoff-Saxo | a 45"    |
| 3    | Alejandro Valverde | Movistar     | s.t.     |

| Pos. | Corridore          | Squadra      | Tempo    |
| ---- | ------------------ | ------------ | -------- |
| 1    | Nicolas Roche      | Tinkoff-Saxo | 9h39'07" |
| 2    | Alejandro Valverde | Movistar     | a 45"    |
| 3    | Michael Rogers     | Tinkoff-Saxo | a 49"    |

### 3ª tappa
- 22 giugno: Saint-Gaudens > Castres – 179,4 km

| Pos. | Corridore       | Squadra            | Tempo    |
| ---- | --------------- | ------------------ | -------- |
| 1    | Adriano Malori  | Movistar           | 4h07'55" |
| 2    | Benjamin Giraud | La Pomme Marseille | a 5"     |
| 3    | Maxime Daniel   | AG2R               | s.t.     |

| Pos. | Corridore          | Squadra      | Tempo     |
| ---- | ------------------ | ------------ | --------- |
| 1    | Nicolas Roche      | Tinkoff-Saxo | 13h47'07" |
| 2    | Alejandro Valverde | Movistar     | a 45"     |
| 3    | Michael Rogers     | Tinkoff-Saxo | a 49"     |

## Classifiche finali

### Classifica generale
| Pos. | Corridore           | Squadra          | Tempo     |
| ---- | ------------------- | ---------------- | --------- |
| 1    | Nicolas Roche       | Tinkoff-Saxo     | 13h47'07" |
| 2    | Alejandro Valverde  | Movistar Team    | a 45"     |
| 3    | Michael Rogers      | Tinkoff-Saxo     | a 49"     |
| 4    | Kanstantsin Sivtsov | Sky Procycling   | a 53"     |
| 5    | Merhawi Kudus       | MTN-Qhubeka      | a 55"     |
| 6    | Stephane Rossetto   | Big Mat-Auber 93 | s.t.      |
| 7    | Kenny Elissonde     | FDJ              | s.t.      |
| 8    | David Arroyo        | Caja Rural       | a 1'25"   |
| 9    | Ian Boswell         | Sky Procycling   | a 1'32"   |
| 10   | Julien Berard       | Ag2r-La Mondiale | a 1'49"   |